# Geleitzug RA 62
Der Geleitzug RA 62 war ein alliierter Nordmeergeleitzug, der im Dezember 1944 im sowjetischen Murmansk zusammengestellt wurde und weitestgehend ohne Ladung in das schottische Loch Ewe fuhr.
Die Alliierten verloren die norwegische Korvette Tunsberg Castle auf einer Mine, während auf deutscher Seite zwei U-Boote und zwei Flugzeuge verlorengingen.

## Zusammensetzung und Sicherung

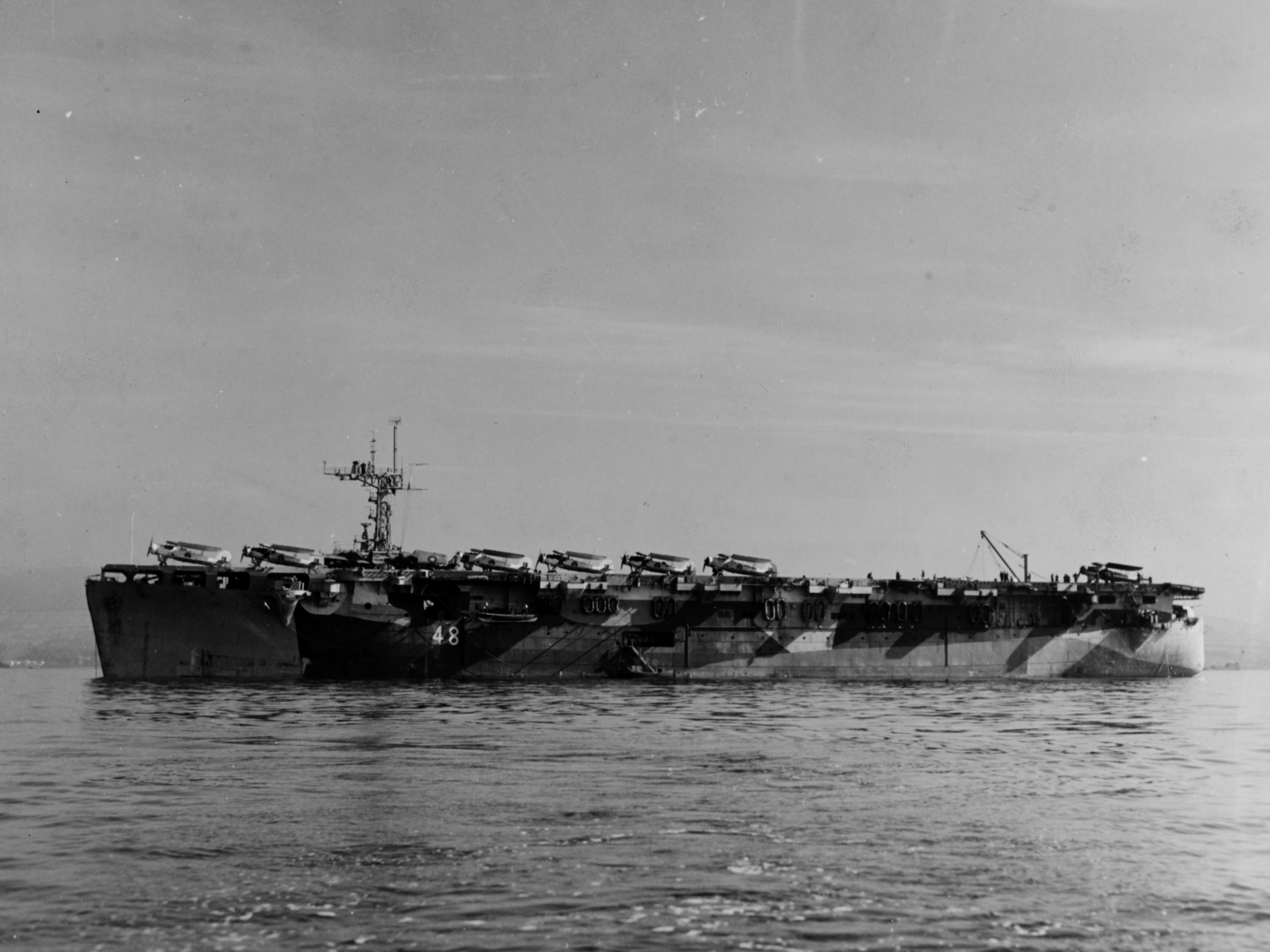
Von den Geleitträgern HMS Campania …

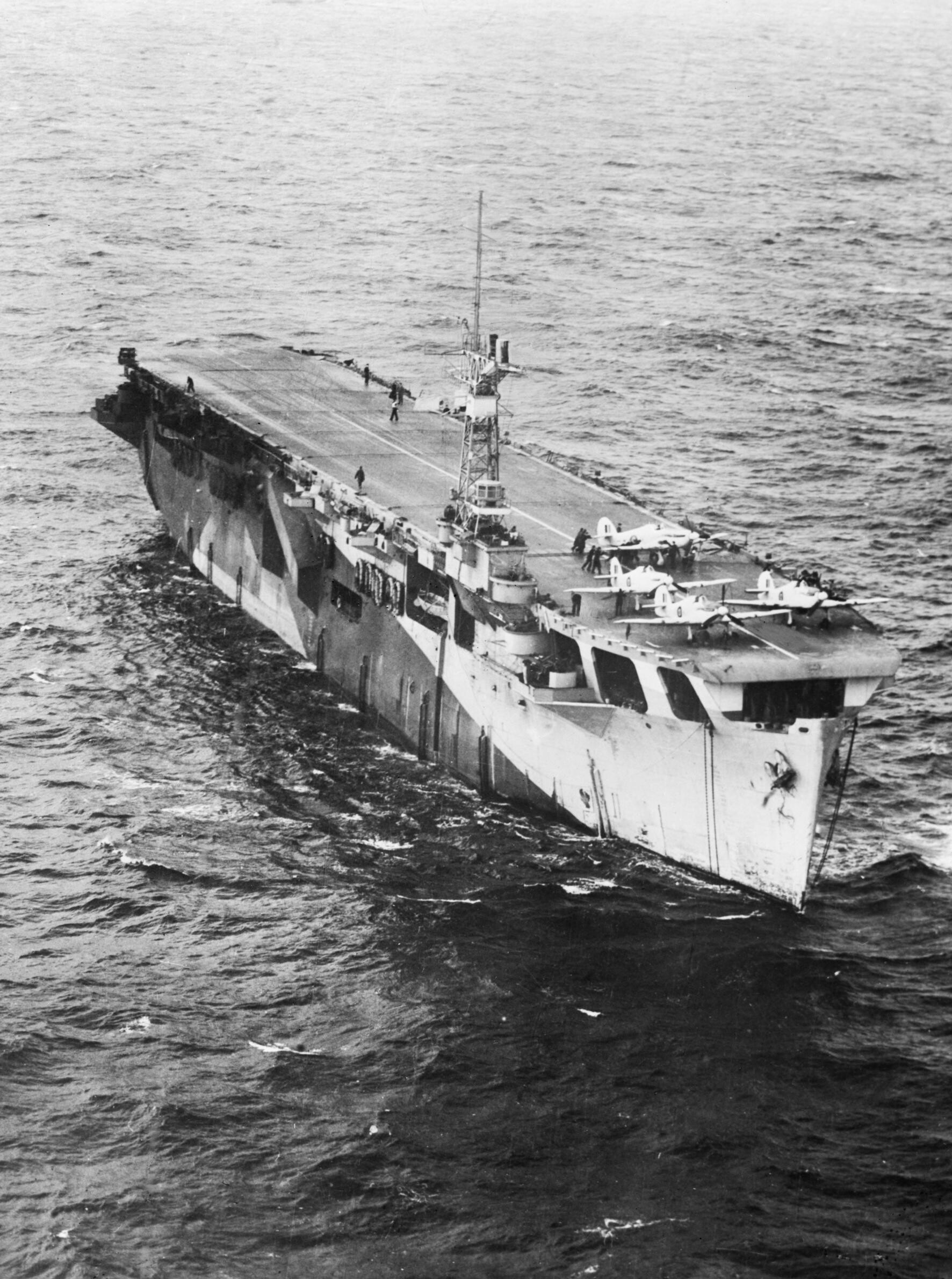
… und HMS Nairana …

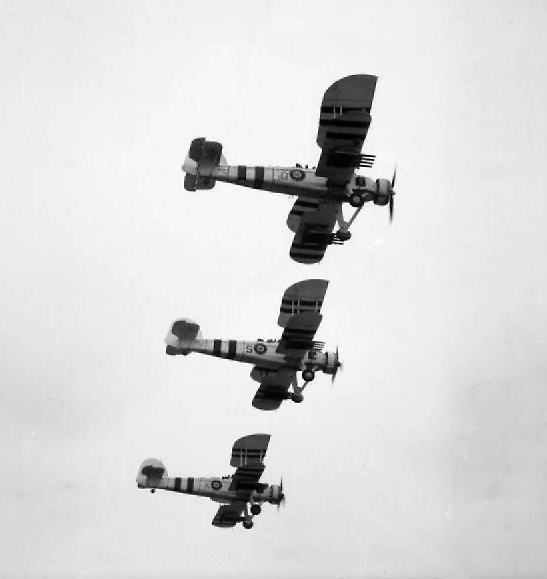
… starteten raketenbestückte Fairey-Swordfish-Doppeldecker

Der Geleitzug RA 62 setzte sich aus 29 Frachtschiffen zusammen. Am 10. Dezember 1944 verließen sie die Murmansk vorgelagerte Kola-Bucht (Lage) in Richtung Loch Ewe (Lage). Kommodore des Konvois war Captain E. Ullring, der sich auf der Fort Crevecour eingeschifft hatte. Die Nahsicherung übernahmen die 8th und 20th Escort Group unter anderem mit den Zerstörern Keppel, Beagle, Bulldog, und Westcott, den Sloops Cygnet, Lapwing und Lark und den Korvetten Allington Castle sowie Bamborough Castle. Eine Deckungsgruppe, bestehend aus dem Kreuzer Bellona, der 1. Div. der 7. Zerstörer-Flottille mit den neuen C-Klasse-Zerstörern Caesar, Cassandra, Caprice und Cambrian und der 17. Zerstörer-Flottille mit der Onslow, Orwell, Obedient, Offa, Onslaught und Oribi fuhr ebenfalls im Geleit. Als Support Group wurden die Geleitträger Campania und Nairana mit den Fregatten Tavy, Tortola, Bahamas und Somaliland eingesetzt ebenso wie die kanadische 9th Escort Group mit den Fregatten St. John, Stormont, Monnow, Loch Alvie, Nene und Port Colborne.
| Name                 | Typ            | Flagge                 | Vermessung in BRT | Verbleib |
| -------------------- | -------------- | ---------------------- | ----------------- | -------- |
| Abner Nash           | Frachter       | Vereinigte Staaten     | 7177              |          |
| Andrew W Preston     | Frachter       | Vereinigte Staaten     | 7247              |          |
| Benjamin Schlesinger | Frachter       | Vereinigte Staaten     | 7176              |          |
| Collis P Huntington  | Frachter       | Vereinigte Staaten     | 7177              |          |
| Dolabella            | Frachter       | Vereinigte Staaten     | 8142              |          |
| Donald W Bain        | Frachter       | Vereinigte Staaten     | 7200              |          |
| Eleazar Lord         | Frachter       | Vereinigte Staaten     | 7247              |          |
| Eloy Alfaro          | Frachter       | Vereinigte Staaten     | 7176              |          |
| Fort Crevecour       | Frachter       | Vereinigtes Königreich | 7191              |          |
| Fort Romaine         | Frachter       | Vereinigtes Königreich | 7131              |          |
| Fort Yukon           | Frachter       | Vereinigtes Königreich | 7153              |          |
| Harold L Winslow     | Frachter       | Vereinigte Staaten     | 7176              |          |
| Henry Adams          | Frachter       | Vereinigte Staaten     | 7212              |          |
| James m Gillis       | Frachter       | Vereinigte Staaten     | 7176              |          |
| John Sharp Williams  | Frachter       | Vereinigte Staaten     | 7176              |          |
| Joyce Kilmer         | Frachter       | Vereinigte Staaten     | 7176              |          |
| Keith Palmer         | Frachter       | Vereinigte Staaten     | 7176              |          |
| Laurelwood           | Frachter       | Vereinigtes Königreich | 7347              |          |
| Lawrence J Brengle   | Frachter       | Vereinigte Staaten     | 7209              |          |
| Luculus              | Frachter       | Vereinigtes Königreich | 6546              |          |
| Marathon             | Frachter       | Norwegen               | 7208              |          |
| Nicholas Biddle      | Frachter       | Vereinigte Staaten     | 7191              |          |
| Park Benjamin        | Frachter       | Vereinigte Staaten     | 7176              |          |
| Rathlin              | Rettungsschiff | Vereinigtes Königreich | 1600              |          |
| San Venancio         | Frachter       | Vereinigtes Königreich | 8152              |          |
| Stage Door Canteen   | Frachter       | Vereinigte Staaten     | 7176              |          |
| William Pepper       | Frachter       | Vereinigte Staaten     | 7176              |          |
| William Wheelwright  | Frachter       | Vereinigte Staaten     | 7176              |          |
| Winfred L Smith      | Frachter       | Vereinigte Staaten     | 7191              |          |

## Verlauf
Bevor der Geleitzug RA 62 auslief, versuchten alliierte Support Groups und eine sowjetische Zerstörergruppe mit Baku, Gremjaschtschi, Rasumny, Derzki, Doblestny und Schiwuchi, die U-Boote von der Einfahrt der Kola-Bucht abzudrängen. Dabei kam es zu mehreren Fehlschüssen von U-Booten mit T-V-Torpedos auf Zerstörer. Dabei ortete am 9. Dezember 1944 die HMS Bamborough Castle U 387 (Lage) und versenkte es mit Wasserbomben. Weitere U-Boote beschädigten die Geleitfahrzeuge schwer. Am 10. Dezember gelang es U 365 (Lage) Fühlung zum Geleitzug zu bekommen und zu halten. Nach einem erfolglosen Angriff auf einen Tanker torpedierte es am 11. Dezember den britischen Zerstörer HMS Cassandra. Bis zum 13. Dezember hielt es weiter Fühlung, bevor es durch eine Swordfish des Geleitträgers HMS Campania versenkt wurde. Am 12. Dezember griffen Torpedoflugzeuge der I. Gruppe des Kampfgeschwaders 26 den Konvoi südwestlich der Bäreninsel an. Bei zwei eigenen Verlusten erzielten sie keine Erfolge. Am gleichen Tag lief die norwegische Korvette Tunsberg Castle (Lage) auf eine Mine der deutschen Flankensperre bei Makkaur und sank. Am 19. Dezember erreichte der Geleitzug Loch Ewe.